# Minka
Minka (民家, lit. "casa do povo") são um tipo de casas vernáculas da arquitetura japonesa, cujo termo diz respeito à construção do povo. Minka abrange uma vasta tipologia, refletindo tanto a regionalidade quanto a atividade produtiva de cada morador, e refere-se a todas as casas não pertencentes à aristocracia, seja esta burocrata ou das armas. No contexto das quatro ocupações da sociedade, minka foram habitações de agricultores, artesãos e comerciantes (exceptuando-se a classe samurai).

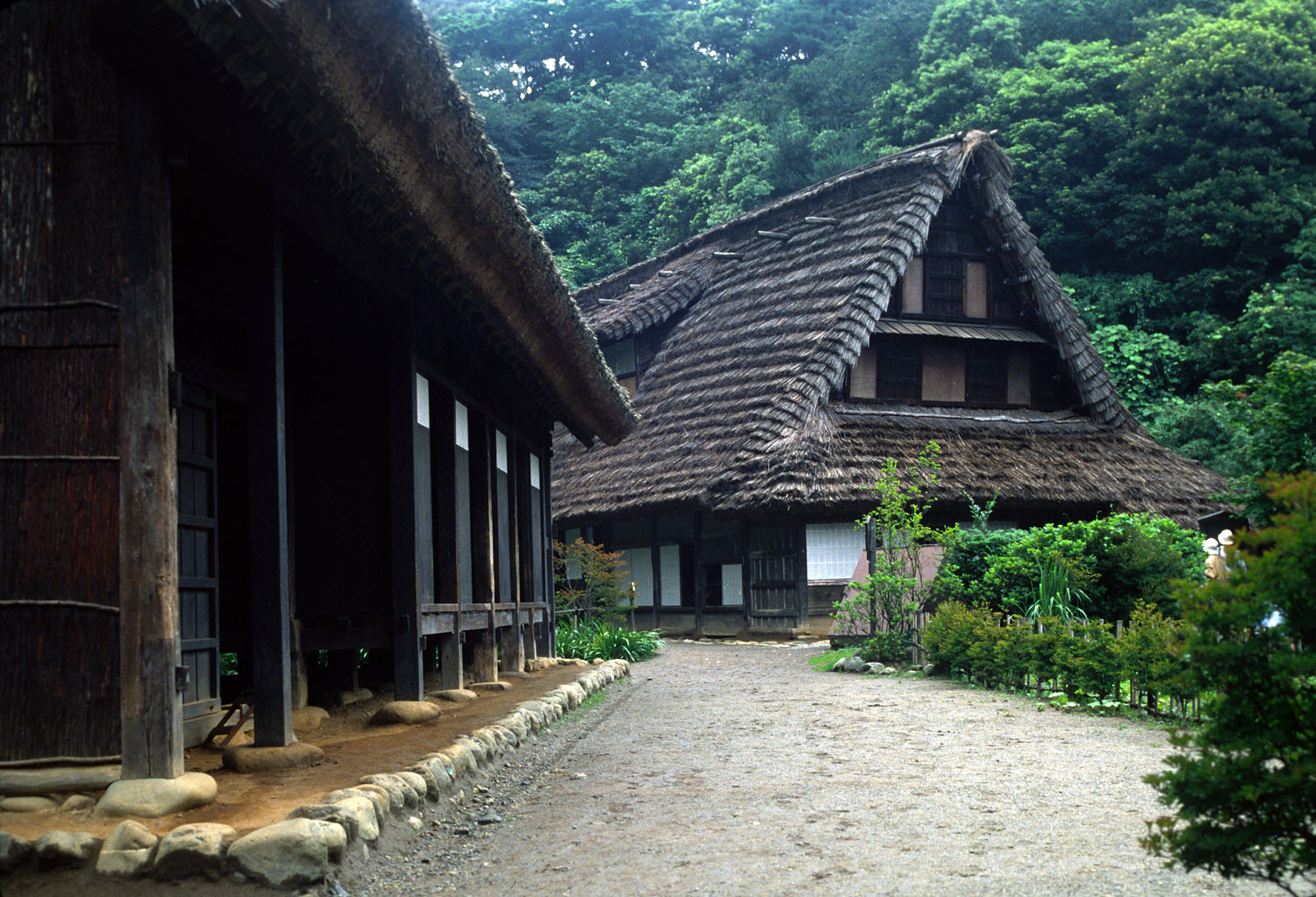
⠀⠀⠀⠀⠀

A arquitetura minka caracteriza-se por estruturas simples, pelos seus inclinados telhados estruturais e formas de duas águas. Minka foi desenvolvido ao longo da História do Japão com distintos estilos emergentes no período Edo.